# Hrádek (Moravia-Slesia)
Hrádek (in polacco Gródek, in tedesco Grudek) è un comune della Repubblica Ceca facente parte del distretto di Frýdek-Místek, nella regione della Moravia-Slesia.